# Merulanella carinata
Merulanella carinata är en kräftdjursart som beskrevs av Karl Wilhelm Verhoeff1926. Merulanella carinata ingår i släktet Merulanella och familjen Armadillidae. Inga underarter finns listade i Catalogue of Life.